# Scoliopus
Scoliopus es un género con dos especies de plantas bulbosas perteneciente a la familia Liliaceae.  Es originario de América donde se distribuyen desde Oregón hasta California.

## Especies
- Scoliopus bigelovii Torr., Pacif. Railr. Rep. Parke, Bot. 4(5): 145 (1857).
- Scoliopus hallii S.Watson, Proc. Amer. Acad. Arts 14: 272 (1879).